# Vermipsylla yeae
Vermipsylla yeae är en loppart som beskrevs av Yu Xin et Li Weidong 1990. Vermipsylla yeae ingår i släktet Vermipsylla och familjen grävlingloppor. Inga underarter finns listade i Catalogue of Life.